# 艾爾帕索 (伊利諾伊州)
艾爾帕索（英語：El Paso）是一個位於美國伊利諾伊州麥克萊恩縣的城市。

## 地理
艾爾帕索的座標為40°40′20″N 89°00′58″W / 40.67222°N 89.01611°W，而該地的平均海拔高度為228米（即748英尺）。

## 人口
根據2010年美國人口普查的數據，艾爾帕索的面積為5.53平方千米，當中陸地面積為5.53平方千米，而水域面積為0.00平方千米。當地共有人口1785人，而人口密度為每平方千米322.78人。